# HD 73256 b
HD 73256 b é um planeta extrassolar que orbita a estrela HD 73256, localizada a 119 anos-luz de distância na constelação de Pyxis. Ele é classificado como um Júpiter quente, e orbita sua estrela a uma distância média de 0,037 UA.